# 賈至
賈 至（か し、718年 - 772年）は、中国・唐の詩人。字は幼幾（ようき）、一説には幼隣（ようりん）。洛陽の出身。『元和姓纂』巻七によれば三国魏の太尉賈詡の子孫である。

## 略歴
賈曾の子として生まれた。開元23年（735年）に進士に及第、さらに天宝10載（751年）、明経（めいけい）に及第、起居舎人・知制誥に至った。安禄山の乱のときには、玄宗に従って蜀へ避難し、帝位を皇太子に譲る勅語を起草した。その後、一時罪によって岳州に流され、そこで李白に会い、酒宴に日を送ったこともある。その後、都に召還され、大暦5年（770年）には京兆尹兼御史大夫となり、右散騎常侍に至った。

## 詩人としての彼
作品に、『西亭春望（せいていしゅんぼう）』（七言絶句）がある。
| 西亭春望       |                                                  |
| 日長風暖柳青青 | 日は長く風は暖かにして柳青青（せいせい）たり     |
| 北雁帰飛入窅冥 | 北雁（ほくがん）帰り飛んで窅冥（ようめい）に入る |
| 岳陽城上聞吹笛 | 岳陽城上 笛を吹くを聞けば                        |
| 能使春心満洞庭 | 能（よ）く春心（しゅんしん）をして洞庭に満たしむ |